# Phyllospadix iwatensis
Phyllospadix iwatensis là một loài thực vật có hoa trong họ Zosteraceae. Loài này được Makino miêu tả khoa học đầu tiên năm 1931.